# Lukas Geniušas
Lukas Geniušas (ros. Лукас Генюшас, ur. 1 lipca 1990 w Moskwie) – pianista pochodzenia rosyjsko-litewskiego; laureat II nagrody na XVI Międzynarodowym Konkursie Pianistycznym im. Fryderyka Chopina.

## Życiorys

### Wykształcenie i sukcesy konkursowe
Jest absolwentem Konserwatorium im. Piotra Czajkowskiego w Moskwie i laureatem wielu konkursów pianistycznych:
- Międzynarodowy Konkurs dla młodych pianistów w Petersburgu (2002) – I nagroda
- Otwarty Konkurs Centralnej Szkoły Muzycznej w Moskwie (2003) – I nagroda
- Międzynarodowy Konkurs Chopinowski dla młodych pianistów w Moskwie (2004) – II nagroda
- Konkurs dla młodych pianistów im. Giny Bachauer w Salt Lake City (2005) – II nagroda
- Międzynarodowy Szkocki Konkurs Pianistyczny (2007) – II nagroda
- Międzynarodowy Konkurs Pianistyczny w San Marino (2008) – II nagroda
- Międzynarodowy Konkurs Pianistyczny Musica della Val Tidone we Włoszech (2009) – I nagroda
- Międzynarodowy Konkurs Artystyczny im. Giny Bachauer w Salt Lake City (2010) – I nagroda

W 2010 wziął udział w Konkursie Chopinowskim, gdzie reprezentował Rosję i Litwę. Zajął tam II miejsce (ex aequo z Ingolfem Wunderem) i zdobył nagrodę Towarzystwa im. Fryderyka Chopina za najlepsze wykonanie poloneza. Cały konkurs wygrała Julianna Awdiejewa.
W 2015 zdobył II nagrodę na XV Międzynarodowym Konkursie Muzycznym im. Piotra Czajkowskiego (ex aequo z George Li).

### Kariera pianistyczna
Po sukcesie w Warszawie występował w wielu krajach, m.in. w Brazylii, Japonii, Kanadzie, Szwajcarii, we Włoszech i Francji. W Polsce wystąpił wraz z Litewską Orkiestrą Symfoniczną w Filharmonii Narodowej, z Orkiestrą Filharmonii Pomorskiej w Bydgoszczy z okazji 160. rocznicy śmierci Chopina (2009) oraz w Toruniu (2013).
W jego repertuarze są utwory Fryderyka Chopina, Ludwiga van Beethovena, Ferenca Liszta, Piotra Czajkowskiego i Siergieja Rachmaninowa.
Jego żoną jest pianistka Anna Gieniuszenie, laureatka II nagrody w Międzynarodowym Konkursie Pianistycznym im. Van Cliburna w 2022. Często występują wspólnie. Po inwazji Rosji na Ukrainę w 2022 wraz z żoną i synem przenieśli się na Litwę.